# موسكفا (طراد روسي)
موسكفا وسابقًا سلافا كانت طراد صواريخ موجهة تابعة للبحرية الروسية. وكانت السفينة القائدة من مشروع 1164 فئة أطلانط، وسميت على اسم مدينة موسكو. وكانت السفينة الرئيسية لأسطول البحر الأسود الروسي.
في 13 أبريل 2022، أثناء الغزو الروسي لأوكرانيا 2022، ذكر مسؤولان أوكرانيان أن موسكفا ضُربت بصاروخين مضادين للسفن من طراز نبتون وأن النيران تشتعل بها وسط البحر. ذكرت وزارة الدفاع الروسية أن السفينة تضررت بشدة بعد انفجار حدث بذخيرتها. في اليوم اللاحق، وبعد جهود لجرها إلى الساحل، أفاد المسؤولون الروس أن السفينة غرقت.

## الغزو الروسي لأوكرانيا 2022

### معركة جزيرة الثعبان
في فبراير 2022، غادر الطراد سيفاستوبول للمشاركة في الغزو الروسي لأوكرانيا 2022. استخدم الطراد في الهجوم على جزيرة الثعبان إلى جانب قارب الدورية فاسيلي بوكوف. أرسلت موسكفا رسالة للوحدة الأوكرانية التي تحرس الجزيرة وطالبت باستسلامهم، ورد الطرف الأوكراني بعبارة مسيئة انتشرت على وسائل الإعلام.

### الغرق
في 14 أبريل من العام 2022 أعلنت وزارة الدفاع الروسية عن غرق الطراد «موسكفا» أثناء قطره لأحد الموانيء، وذلك تحت تأثير عواصف وظروف جوية رديئة. وأوضحت الوزارة أن الطراد فقد ثباته عندما تم سحبه إلى ميناء المقصد بسبب الأضرار التي لحقت بهيكله، ليغرق إثرها في بحر هائج.

كما أفادت الوزارة بأنه قد تم إخلاء طاقم الطراد ونقلهم إلى سفن أخرى تابعة لأسطول البحر الأسود.

وكانت الوزارة قد أعلنت في وقت سابق -الأربعاء الموافق 13 يناير 2022- عن اندلاع حريق على متن الطراد من جراء انفجار الذخائر.